# Thiên Thiên Khuyết Ca
Thiên Thiên Khuyết Ca (Chữ Hán phồn thể: 千千闋歌 hay bị nhầm lẫn phổ biến thành 千千闕歌 (Việt bính: cin1 cin1 kyut3go1) là một bài hát do nữ ca sĩ Hồng Kông Trần Tuệ Nhàn phát hành vào năm 1989. Bài hát được chuyển thể từ "Khúc ca chiều tàn " (夕焼けの歌) của ca sĩ Nhật Bản Kondo Masahiko , do Yasuji Makaino sáng tác và được viết lại lời bằng tiếng Quảng Đông bởi nhạc sĩ Lâm Chấn Cường, nằm trong album "永遠是你的朋友" phát hành cùng năm , là một trong những kiệt tác của ông khi còn sống. Sau khi bài hát được phát hành, nó đã được các phương tiện truyền thông lớn ở Hồng Kông phát hành phổ biến. 

## Từ nguyên
千千闋歌 (Việt bính: cin1 cin1 kyut3go1)  được tạm dịch là "Muôn vàn khúc tàn ca" hoặc "Muôn vàn khúc ca", do không có cách dịch chuẩn từ ca sĩ và tác giả gốc sang tiếng Việt nên nhiều nhà sáng tạo nội dung trên các nền tảng mạng xã hội gọi bằng tên dịch Hán Việt là "Thiên thiên khuyết ca"

## Bối cảnh ra đời
Nguyên bản của bài hát là bản "夕焼けの歌" do ca sĩ Nhật Bản Kondo Masahiko phát hành, Năm 1988, sau khi Trần Tuệ Nhàn tuyên bố sắp giã từ làng âm nhạc, Công ty PolyGram đã sản xuất một loạt ca khúc “chia tay” dành tặng cô, và “千千闋歌” là một trong số đó. Ca khúc được Lâm Chấn Cường viết lại lời và hoàn chỉnh vào đầu năm 1989. Cảm giác u buồn chia ly cùng giai điệu cảm động đã khiến bài hát này ngay lập tức trở thành hit và được vang lên khắp phố phường Hồng Kông thời điểm đó.
Theo hồi ức của Trần Tuệ Nhàn, vào năm 1989, dựa trên gợi ý của người bạn là Huỳnh Ái Quân (黃靄君), lúc đó là một DJ tại Đài phát thanh vô tuyến và truyền hình Hồng Kông , cô đã chọn bài " 夕焼けの歌 " để chuyển thể, nhà sản xuất âm nhạc Âu Đinh Ngọc (歐丁玉)  đã đồng ý và sẵn sàng đưa vào album mới (tức là "永遠是你的朋友"). Sau đó, phía Trần Âu (陳歐) đã liên hệ với Trần Thục Phân (陳淑芬) là nhân viên công ty Capital Artists Music vào thời điểm đó là công ty nắm giữ bản quyền phát hành của bài hát này tại Hồng Kông, để chuyển thể bài hát Trần Âu đã liên hệ với các công ty thu âm và cơ quan bản quyền ở Nhật Bản để xin phép.Tuy nhiên, Trần Thục Phân ban đầu đồng ý để Trần Âu mua lại bản quyền bài hát nhưng vẫn không trả lời chính thức trong ba tuần. Sau khi Mai Diễm Phương nghe bạn trai cũ là Kondo Masahiko hát ca khúc , cô cũng muốn chuyển thể và cover nên cô ấy đã ngay lập tức hỏi Kondo Masahiko về vấn đề này, và vì lý do này mà Trần Thục Phân cũng đã ủy quyền cho Mai Diễm Phương chuyển thể bài hát này. Để đáp lại mong muốn của Trần Tuệ Nhàn và Mai Diễm Phương, Trần Thục Phân quyết định cho phép Mai Diễm Phương phát hành phiên bản chuyển thể của mình (tức là " 夕陽之歌 (Tịch dương chi ca hay Khúc ca chiều tà) ") trước ngày 15 tháng 6 năm 1989 , trong khi Trần Tuệ Nhàn phải đợi đến ngày 15/6, phiên bản chuyển thể (tức "千千闋歌") mới có thể ra mắt công chúng. Sau đó, do nhiều yếu tố khác nhau, trong đó có buổi hòa nhạc "幾時再見演唱會 - See You Again" của Trần Tuệ Nhàn sẽ được tổ chức từ cuối tháng 8 đến đầu tháng 9 năm 1989, và Trần Tuệ Nhà sẽ hát "千千闋歌" tại buổi hòa nhạc như ca khúc chia tay khán giản còn đối với Anita Mui, người đang quay phim vào thời điểm đó, bộ phim Bản sắc Anh hùng III tại Sài Gòn  và họ muốn sử dụng "夕陽之歌" làm là bài hát chủ đề của phim nên họ đã nhờ Trần Thiếu Kỳ (陳少琪) viết lại và sửa lời bài hát cho phù hợp với cốt truyện. Khâu sản xuất mất nhiều thời gian nên mặc dù vậy "千千闋歌" và "夕陽之歌" ra mắt cùng thời điểm, Tuy nhiên "千千闋歌" vẫn ra mắt sớm hơn. Cuối cùng là album "永遠是你的朋友" gồm ca khúc "千千闋歌" đã được ra mắt vào tháng 7 năm 1989, và album " In Brasil " gồm có  "夕陽之歌" được ra mắt vào tháng 9 năm 1989. Sau khi ra mắt "千千闋歌" cũng lọt vào danh sách đề cử cho Kình ca Kim Khúc mùa hai cùng năm , và "夕陽之歌" cũng lọt vào đề cử cho mùa ba.

## Lời bài hát cùng bản dịch tiếng Việt (tạm dịch)
徐徐回望　曾屬於彼此的晚上
Từ từ nhìn lại, những đêm ta đã từng thuộc về nhau
紅紅仍是你　贈我的心中艷陽
Đỏ thắm vẫn là em, người đã trao tặng anh ánh dương rực rỡ trong tim
如流傻淚　祈望可體恤兼見諒
Nếu như dòng lệ dại khờ tuông trào, mong anh hãy thấu hiểu và thứ tha
明晨離別你　路也許孤單得漫長
Mai này khi (đã) xa nhau, có lẽ con đường phía trước sẽ cô đơn và dài đằng đẳng
一瞬間　太多東西要講
Trong một khoảnh khắc, có quá nhiều điều muốn nói
可惜即將在各一方
Đáng tiếc thay, chúng ta sắp phải mỗi người một nơi
只好深深把這刻盡凝望
Chỉ đành phải ngắm nhìn khoảnh khắc này thật lâu
ĐIỆP KHÚC
來日縱使千千闋歌　飄於遠方我路上
Dù mai sao có muôn vàn khúc tàn ca, vang vọng xa xa trên con đường phía trước
來日縱使千千晚星　亮過今晚月亮
Dù mai sau có muôn vàn ánh sao, rực sáng hơn cả ánh trăng đêm nay
都比不起這宵美麗
Đều không sánh bằng vẻ đẹp của đêm nay
亦絕不可使我更欣賞
Cũng không thể làm tôi tận hưởng thêm nữa
Ah...　因你今晚共我唱
Ah... Vì đêm nay em hát cùng anh
臨行臨別　才頓感哀傷的漂亮
Chỉ khi sắp ra đi, sắp chia lìa, mới chợt nhận ra vẻ đẹp của nỗi đau
原來全是你　令我的思憶漫長
Hoá ra tất cả là do em, làm cho ký ức anh kéo dài thăm thẳm
何年何月　才又可今宵一樣
Năm nào tháng nào, mới lại có được một đêm như đêm nay
停留凝望裡　讓眼睛講彼此立場
Trong khoảnh khắc dừng lại để ánh mắt nói lên lập trường của nhau
當某天　雨點輕敲你窗
Khi một ngày nào đó, những giọt mưa gõ nhẹ cửa sổ của em
當風聲吹亂你構想
Khi tiếng gió thổi loạn những suy nghĩ của em
可否抽空想這張舊模樣
Liệu có thể dành chút thời gian nhớ về bóng hình xưa cũ này không?
LẶP LẠI ĐIỆP KHÚC
怎都比不起這宵美麗
Dù thế nào đi nữa cũng không sánh bằng vẻ đẹp của đêm nay
亦絕不可使我更欣賞
Cũng không thể khiến anh thêm phần đắm chìm hơn
因今宵的我可共你唱!
Vì đêm nay anh có thể cùng em hát ca
LẶP LẠI ĐIỆP KHÚC
來日縱使千千闋歌　飄於遠方我路上
Dù mai sao có muôn vàn khúc tàn ca, vang vọng xa xa trên con đường phía trước
來日縱使千千晚星　亮過今晚月亮
Dù mai sau có muôn vàn ánh sao, rực sáng hơn cả ánh trăng đêm nay
都比不起這宵美麗　都洗不清今晚我所想
Dù thế nào cũng không sánh bằng vẻ đẹp của đêm nay, không gì có thể nhoà những suy nghĩ của tôi đêm nay
因不知那天再共你唱!
Vì không biết ngày nào mới lại được cùng em hát ca

## Nhầm lẫn giữa「闕」 và「闋」
Sau khi ra mắt công chúng thì 千千闋歌 bị in nhầm thành 千千闕歌 một cách rộng rãi, 闕 là kí tự mang một ý nghĩa hoàn toàn khác so với 闋. Theo bản thảo gốc của Lâm Chấn Cường, ghi trên bìa album 永遠是你的朋友 các quảng cáo của PolyGram ghi là 千千闋歌. Tuy nhiên trong công chúng đặc biệt là trên Internet lại ghi sai thành 千千闕歌.
Nguyên nhân cho sự nhậm lẫn này là do hai kí tự 闕 và 闋 có cùng cách phát âm [kyut3] trong tiếng Quảng Đông và ㄑㄩㄝˋ(què) trong tiếng Quan Thoại, và độ thông dụng của 闋 thấp hơn so với 闕, 闋 là kí tự được sử dụng như một lượng từ cho bài hát tương tự như "khúc" trong tiếng Việt và đây là kí tự hiếm khi được sử dụng trong văn nói, văn viết thường ngày trong tiếng Quảng Đông hiện nay, còn 闕 được sử dụng để chỉ cho hai cột hai bên cổng trước của các dinh thự hay cung điện xưa

## Các bản chuyển thể - cover
Mặc dù là bản chuyển thể của ca khúc nguyên bản tiếng Nhật nhưng 千千闋歌 và 夕陽之歌 đã góp phần mang giai điệu và âm hưởng của bài hát ra toàn cầu, 千千闋歌 được nhiều ca sĩ cover lại nhất so với 夕陽之歌 vì âm điệu nhẹ nhàng trái ngược với yêu cầu về giọng cao của 夕陽之歌, hai bài hát cũng tạo cho các sĩ khác ở Hồng Kông, Đại lục, Đài Loan, Việt Nam thậm chỉ cả ở Hoa Kì chuyển thể và cover lại như ca sĩ Đài Loan Lý Dực Quân (李翊君) 《風中的承諾》(lời hứa trong gió) ; Nữ ca sĩ Đài Loan Hoàng Ất Linh cover bằng tiếng Phúc Kiến Đài Loan  (黃乙玲) 《天知地知》(Trời biết đất biết) ; Ban nhạc Hồng Kông Blue Jeans 《無聊時候》(Thời gian vô vị), Bộ đôi ca sĩ song ca Hồng Kông Hứa Thu Di và Trương Trí Lâm (張智霖、許秋怡) 《夢斷》(Vỡ Mộng), Ca sĩ Cẩm Ly với ca khúc tiếng Việt "Tan vỡ" và ca khúc tiếng Anh "There Is Only You In My Heart"

## Giải thưởng
Giải thưởng bài hát hay nhất và được yêu thích nhất năm 1989
(1989年度叱咤樂壇流行榜頒獎典禮：叱咤樂壇我最喜愛的歌曲大獎)

### Kình ca kim khúc(1989年度十大勁歌金曲頒獎禮)[3]
Thập đại kình ca năm 1989  (十大勁歌金曲獎)
Thập đại kim khúc năm 1989 (十大金曲獎)
Bài hát được chọn mùa hai 1989 (第二季入選歌曲)
Nhà sản xuất ca khúc xuất sắc nhất 1989 (最佳歌曲監製獎)
Giải thưởng Truyền thông Âm nhạc Trung Quốc lần thứ 7: "Giải thưởng Bài hát cổ điển hay nhất trong ngành công nghiệp âm nhạc"
(第七屆華語音樂傳媒大賞：「樂壇至尊經典歌曲獎)
RoadShow Supreme Music Awards 2007: “Giải Giai điệu vàng”
(RoadShow至尊音樂頒獎禮2007：「殿堂金曲獎)
Mạch vương tranh bá lần thứ 30 - 2011 giải nhất
(2011年「麥王爭霸·30年30曲粵語金曲評選」：第一)